# شچپنویه
شچپنویه (انگلیسی: Shchepnoye) یک شهرک در شهرستان بلاگووشچنسکی باشقیرستان کشور روسیه است.